# Haworthia mucronata
Espèce
Haworthia mucronata est une espèce de plantes à fleurs de la famille des Asphodelaceae. C'est une espèce endémique du désert du Karoo, dans la province du Cap-Occidental en Afrique du Sud.

## Description

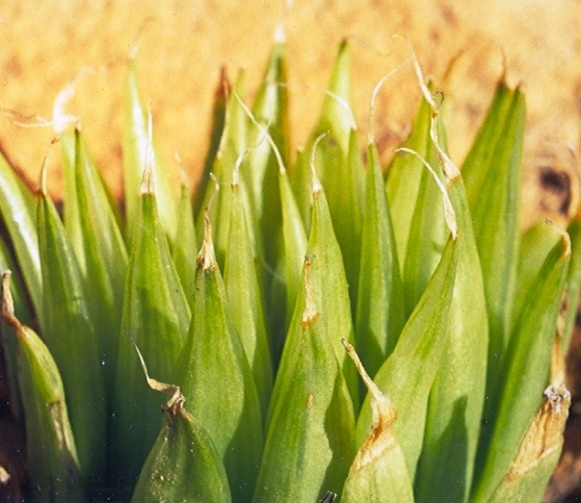
Forme d’Haworthia mucronata sans soies foliaires.

Les plantes poussent en touffes denses et proliférantes de rosettes (Rosette (botanique)|rosettes) décalées. Du groupe des Haworthia à feuilles souples et vert pâle, elle est fréquemment confondue avec ses parents (par exemple Haworthia cooperi, Haworthia cymbiformis et Haworthia marumiana). Elle s'hybride également naturellement avec Haworthia arachnoidea dans son habitat, et les deux semblent former un continuum.
Cette espèce se distingue de la plupart de ses cousines par la transparence de la carène et des bords de ses feuilles. Certaines plantes présentent des soies le long des bords de leurs feuilles, mais ce n'est pas un signe distinctif.
Les plantes sont relativement petites. Les feuilles sont légèrement incurvées, ovales-lancéolées, et sont serrées – denses et nombreuses – au sein de la rosette.

## Répartition
Cette espèce est endémique du désert du Karoo, dans la province du Cap-Occidental en Afrique du Sud. Elle est relativement commune dans son habitat, entre Barrydale (en) à Oudtshoorn. 

## Liste des variétés
Selon GBIF (29 juin 2025) :
- Haworthia mucronata var. habdomadis (Poelln.) M.B.Bayer
- Haworthia mucronata var. inconfluens (Poelln.) M.B.Bayer
- Haworthia mucronata var. morrisiae (Poelln.) Poelln.
- Haworthia mucronata var. mucronata
- Haworthia mucronata var. rooibergensis Esterhuizen & Battista
- Haworthia mucronata var. rycroftiana (M.B.Bayer) M.B.Bayer

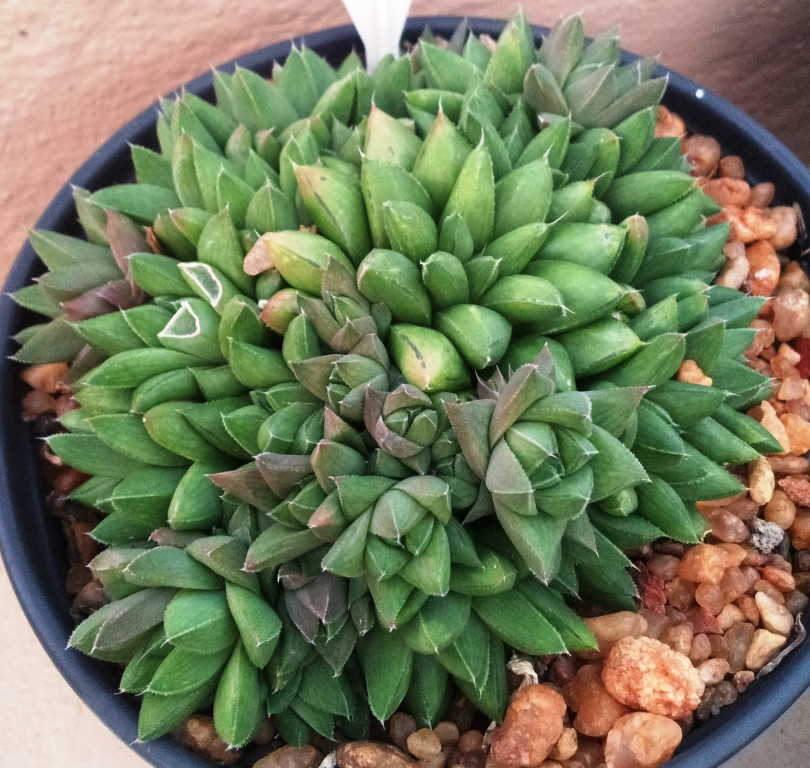
var. rycroftiana
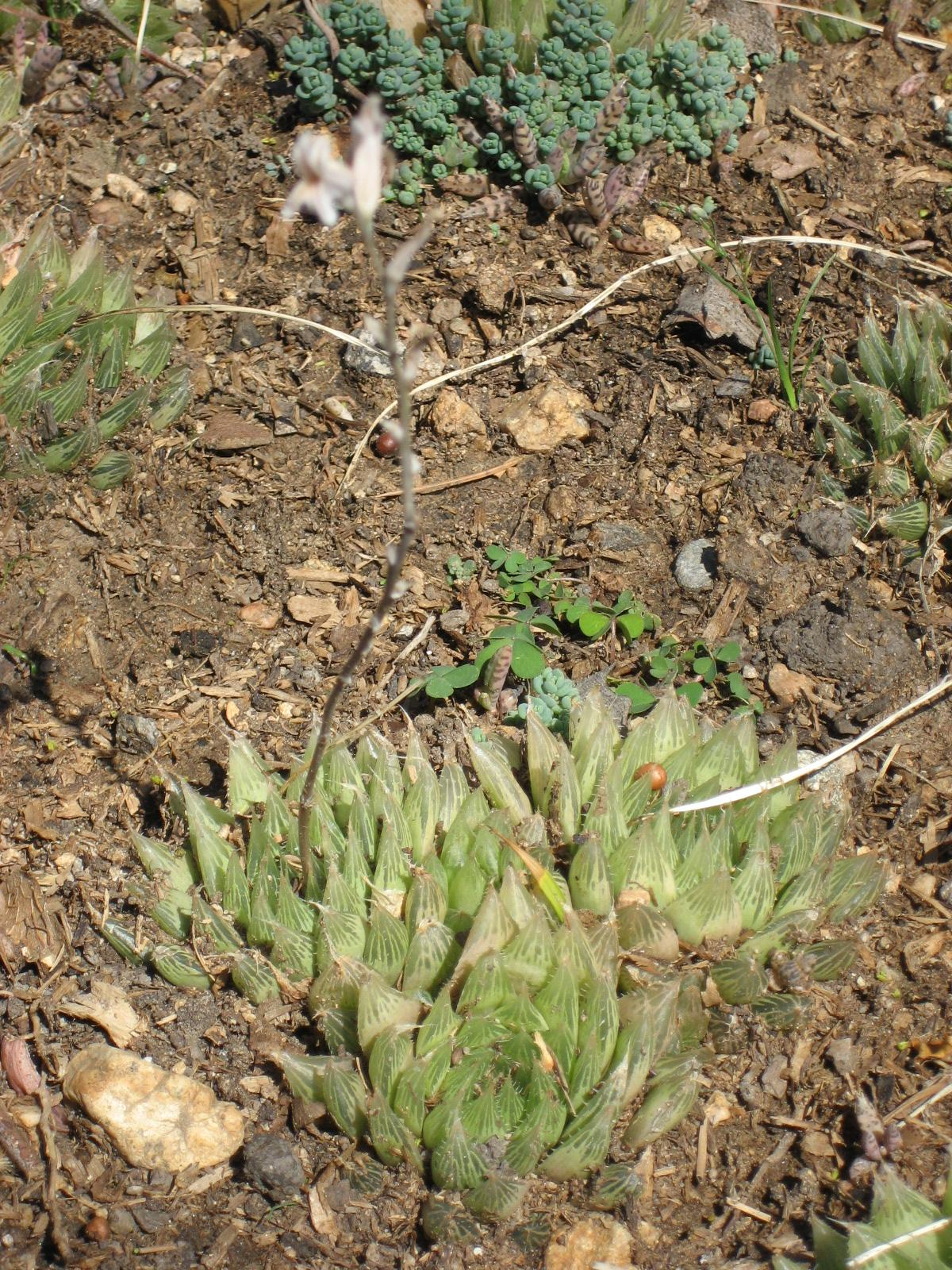
var. polyphylla
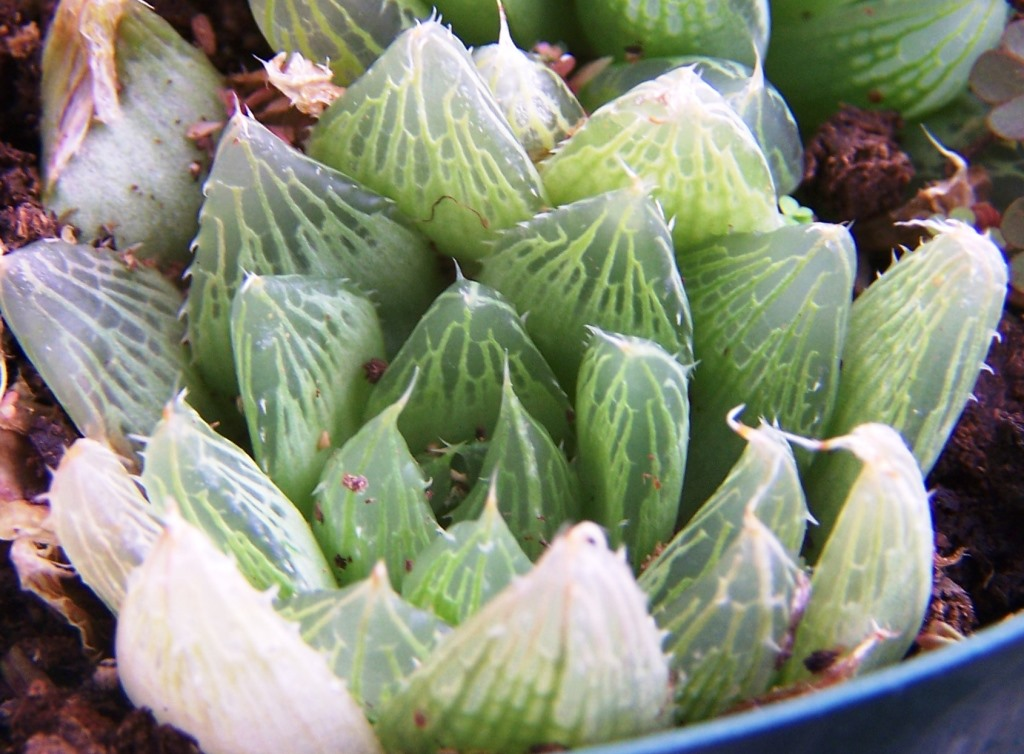
var. inconfluens
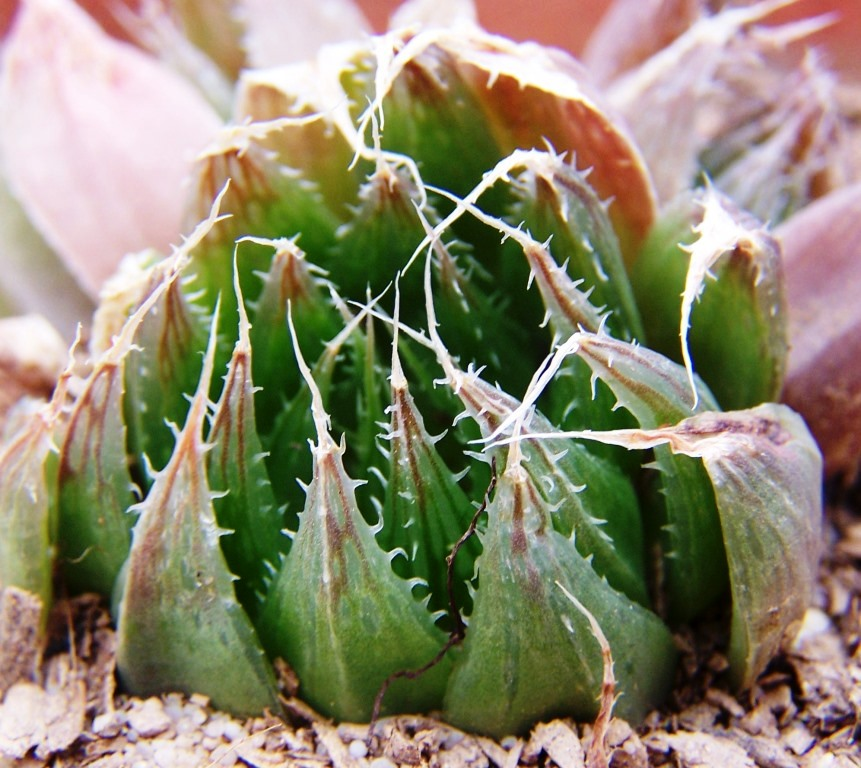
var. habdomadis
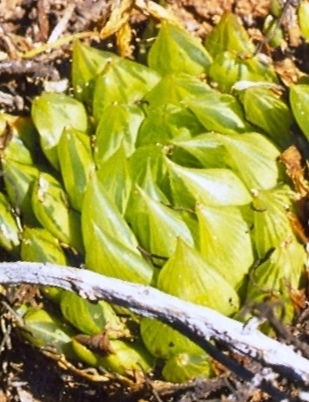
var. morrisiae

## Systématique
Le nom correct complet (avec auteur) de ce taxon est Haworthia mucronata Haw..
Haworthia mucronata a pour synonymes :
- Aloe mucronata (Haw.) Schult. & Schult.f.
- Haworthia altilinea var. mucronata (Haw.) Poelln.

## Étymologie
Le nom de genre « Haworthia » rend hommage au botaniste britannique Adrian Hardy Haworth (1767–1833), tandis que l'épithète spécifique, « mucronata » (« pointu ») vient du latin et fait référence à la forme pointue de ses feuilles.